# Kraljevsko škotsko geografsko društvo
Kraljevsko geografsko društvo (RSGS, engl. Royal Scottish Geographical Society), znanstveno društvo osnovano 1884. sa sjedištem u Perthu. Društvo broji 2500 članova, a kao cilj ima promicanje geografske znanosti širom svijeta podupirući edukaciju, istraživanje, ekspedicije kroz svoj časopis (Scottish Geographical Journal), novine (GeogScot) i ostale publikacije.
Društvo upravlja s četrnaest regionalnih centara širom Škotske koja su fokus za visokoprofilni program za više od tisuću ilustriranih razgovora godišnje; ovi centri nalaze se u Aberdeenu, Airdrieu, Ayru, Dumfriesu, Dundeeju, Dunfermlineu, Edinburghu, Galashielsu, Glasgowu, Helensburghu, Invernessu, Kirkcaldyju, Perthu i Stirlingu. Društvo na temelju svoje stručnosti i knjižnice također pruža uslugu s namjerom odgovaranja na geografske upite o Škotskoj i ostalim područjima izvan nje.
RSGS pruža jedinstven škotski osjećaj s posebnim interesom za radom sa škotskim sveučilištima i edukatorima u razvijanju discipline širom svijeta. Time se razlikuje od Kraljevskog geografskog društva koje se usprkos primanju financijskih sredstava iz čitavog Ujedinjenog Kraljevstva fokusira na Englesku i Wales.
Knjižnica Kraljevskog škotskog geografskog društva nalazi se pod okriljem Sveučilišta u Strathclydeu, a društvo također posjeduje značajnu kartografsku i fotografsku zbirku (najmanje 200.000 predmeta) zajedno s opsežnim arhivom još iz vremena osnutka, a svi se nalaze u sklopu projekta Images for All  Arhivirana inačica izvorne stranice od 16. travnja 2013. (Wayback Machine) uz novčanu potporu Heritage Lotteryja. Cilj projekta je pohraniti, uvrstiti na online popis i proširiti pristup ovim materijalima. 
Društvo se danas nalazi u kući lorda Johna Murrayja u Perthu iako je prethodno bilo smješteno u Graham Hills Building Sveučilišta u Strathclydeu (1994 - 2008), a prije toga imalo je vlastito sjedište na adresi 10 Randolph Crescent u Edinburghu.

## Povijest
Prvi koji je došao na ideju nacionalnog geografskog društva u Škotskoj bio je John George Bartholomew iz kartografske tvrtke Bartholomew u Edinburghu. Bartholomew je smatrao da je u ovom dijelu Britanije kvaliteta izrade karata vrlo niske kvalitete, te da nedostaje geografskih društava za razliku od ostatka Europe, pa je kreuo istražiti situaciju u drugim zemljama, posebice u Njemačkoj. Kao rezultat toga započeo je rad na osnivanju geografskog društva za Škotsku.
Bartholomewu je pomogala gđa A.L. Bruce, kći istraživača Davida Livingstonea. Ona sama bila je strastvena geografkinja s posebnim interesom za Afriku. Oni su pokušali poduprijeti profesora Jamesa Geikiea, profesora geologije na Sveučilištu u Edinburghu. Geikie se strastveno zanimao za napredak u geografskim istraživanjima i poučavanju, svesrdno dajući potporu projektu, pa je u prosincu 1884. osnovano Škotsko geografsko društvo (S.G.S.). Regrutirajući članove među mnogim edinburškim istaknutim ljudima, društvo je uspjelo uspostaviti potporu iz utjecajnih krugova. Dok je Kraljevsko geografsko društvo stjecalo članove među dokonim londonskim bogatašima i ljudima s vojnom ili vladinom pozadinom koji su imali želju putovati, članstvo S.G.S.-a bilo je mnogo raznolikije s članovima iz znanstvenih i akademskih krugova, osiguravši širi i intelektualniji naglasak na svoje ciljeve, kao i članovima iz običnog puka koji su se pridružili više iz interesa ili znanja o novim otkrićima umjesto nekog stvarnog interesa u svojoj vlastitoj zemlji.
Ciljevi društva bili su raznoliki, te je naglasak na otkrivanju bio manji nego na istraživanju i edukaciji. Prvo izdanje Scottish Geographical Magazine navodi:
"...stoga je među prvim zadaćama Škotskog geografskog društva napredak proučavanja geografije u Škotskoj: impresionirati javnost nužnošću i neprocjenjivom vrijednosti svega geografskog znanja u komercijalnoj, znanstvenoj ili političkoj edukaciji."
Opet se SGS razlikovalo od RGS-a, jer se SGS koncentrirao na edukaciju i istraživanje, dok je RGS isticao eksploraciju i otkrivanje, te na prikupljanje i širenje informacija dobivenih ovim aktivnostima. Ove su se razlike mogle pripisati članovima svakog društva. SGS je osnovan u onom trenutku u devetnaestom stoljeću kada je znanstvena klima koja je prevladavala u Škotskoj, posebice u Edinburghu, utjecala na smjer ciljeva i aktivnosti društva. S mnogim akademicima kao članovima, edukacija i istraživanje uvijek su bili važnije teme, dok se u RGS-u s članskom bazom od vojnih i civilnih službenika te treniranima na klasičan način nastojalo rad usmjeriti u drugom pravcu. 
U to je vrijeme Edinburgh bio fokus geografije u Škotskoj s aktivnom i živahnom znanstvenom zajednicom iz koje je izrasla klica više uravnoteženog i znanstvenog pristupa geografiji. Unutar godine dana od svog osnutka Škotsko geografsko društvo osnovalo je ogranke u Dundeeju, Aberdeenu i Glasgowu radi namirivanja jakog lokalnog interesa i aktivnog sudjelovanja u njegovu radu. To je bilo u izrazitom kontrastu s RGS-om koji u svojih prvih 50 godina nije niti pokušao proširiti svoje aktivnosti izvan Londona.
Glavnina među ranim postignućima RSGS-a bili su potpora za poprilično uspješnu Škotsku nacionalnu antarktičku ekspediciju (1902-04), te osnutak prve škotske profesionalne katedre za geografiju na Sveučilištu u Edinburghu.

## Članstvo
Članstvo u RSGS-u otvoreno je svima bez obzira na geografsku lokaciju. Članovima je omogućen slobodan pristup većini Ilustriranih razgovora Kraljevskog škotskog geografskog društva koji se održavaju u regionalnim centrima RSGS-a po Škotskoj. Članovi besplatno primaju Scottish Geographical Journal, znanstvenu periodiku društva, te GeogScot, društvene novosti, te im je omogućena uporaba istraživačkih zbirki društva, uključujući knjižnicu društva u kojoj mogu posuđivati knjige, te kartografske i fotografske zbirke kojima se može pristupiti uz prethodni dogovor s kuratorom. Ostale povlastice uključuju ekskurzije i terenska putovanja, ponude za putovanja i natjecanja.
Postoji osam kategorija članstva:
- Zajedničko članstvo (dvoje odraslih i dvoje djece)

- Pojedinačno članstvo (jedna odrasla osoba)

- Prekomorsko članstvo

- Studentsko i mlađe (do 25. godina) članstvo

- Školsko, fakultetsko ili studentsko društveno članstvo

- Zajedničko članstvo Škotskog udruženja profesora geografije (SAGT)

- Doživotno članstvo

- Profesionalno članstvo

## Članovi Kraljevskog škotskog geografskog društva (FRSGS)
Vidi Popis počasnih članova  Arhivirana inačica izvorne stranice od 9. listopada 2007. (Wayback Machine) i Popis članova  Arhivirana inačica izvorne stranice od 15. kolovoza 2007. (Wayback Machine).
- Hamish Brown
- Duncan Vernon Pirie
- William Grant Stairs
- Lord Wilson of Tillyorn

## Predsjednici Kraljevskog škotskog geografskog društva
- 1885-1891: earl od Roseberyja KG KT
- 1891-1894: grof od Argylla KG KT
- 1894-1898: markiza od Lothiana KT
- 1898-1904: John Murray KCB
- 1904-1910: James Geikie DCL LLD FRS
- 1910-1914: earl od Staira
- 1914-1916: grof od Buccleucha KT
- 1916-1919: lord Guthrie LLD
- 1919-1925: lord Salvesen PC
- 1925-1930: vikont Novar KT GCMG
- 1930-1934: lord Elphinstone KT
- 1934-1937: lord Polwarth CBE
- 1937-1942: earl od Roseberyja KT
- 1942-1946: D'Arcy Thomson Kt CB
- 1946-1950: Alan G. Ogilvie OBE
- 1950-1954: John Bartholomew MC JP FRSGS
- 1954-1958: Douglas A. Allan CBE LLD DSc PhD FRSE FRSGS
- 1958-1962: earl of Wemyssa i Marcha LLD DL
- 1962-1968: Hon. lord Cameron DSC MA LLB LLD DL
- 1968-1974: Rt. Hon. lord Balerno CBE TD MA DSc
- 1974-1977: profesor Ronald Miller MA PhD FRSE FRSGS
- 1977-1983: profesor J. Wreford Watson MA PhD LLD FRSC FRSE FRSGS
- 1983-1987: vikont od Arbuthnotta DSC MA FRSA FRICS
- 1987-1993: John C. Bartholomew MA FRSE FRGS
- 1993-1999: vikont Younger od Leckieja KT KCVO TD DL
- 1999-2005: earl od Dalkeitha KBE DL
- 2005-danas: earl od Lindsaya

## Vanjske poveznice
- Službeni website
- The Gazetteer for Scotland uz potporu Kraljevskog škotskog geografskog društva
- Images for All Project  Arhivirana inačica izvorne stranice od 16. travnja 2013. (Wayback Machine)
- Nagrade i medalje[neaktivna poveznica]

## Više informacija
- Gazetteer for Scotland
- Geografija Škotske
- Povijest znanosti
- Znanstveno društvo
- Popis britanskih profesionalnih tijela
- Popis kraljevskih društava